# Lampona quinqueplagiata
Espèce
Lampona quinqueplagiata est une espèce d'araignées aranéomorphes de la famille des Lamponidae.

## Distribution
Cette espèce est endémique d'Australie-Occidentale.

## Description
Le mâle décrit par Platnick en 2000 mesure 5,1 mm et la femelle 6,7 mm.

## Publication originale
- Simon, 1908 : Araneae. 1re partie. Die Fauna Südwest-Australiens. Jena, vol. 1, no 12, p. 359-446 (texte intégral).